# Szász Ottó
Szász Ottó, 1904-ig Schlesinger Ottó (Alsószúcs, 1884. december 11. – Montreux, Svájc, 1952. szeptember 19.) magyar matematikus.

## Életrajza
Egyetemi tanulmányait Budapesten és Göttingenben végezte. Doktorátusát 1911-ben Budapesten szerezte meg, ezután több évig nyugat-európai egyetemeken tanított. 1914-ben a frankfurti, 1917-ben a budapesti egyetem magántanára lett. 1920-ban hagyta el véglegesen Magyarországot. 1920 és 1933 között a frankfurti egyetem professzora.
1933-ban állása elvesztése után az Amerikai Egyesült Államokba emigrált, ahol rövidesen az Ohio állambeli Cincinnati város egyetemének professzora lett.
Halálát svájci üdülése közben, 1952. szeptember 19-én bekövetkezett szívroham okozta.

## Munkássága
Fő kutatási területei az analízisen belül a sorelmélet és az approximációelmélet voltak. Ezekben a témákban több mint száz tudományos dolgozatot publikált.
Kutatási területei részletesebben: determinánsok, lánctörtek, hatvány- és Dirichlet-sorok, trigonometrikus polinomok, szummabilitási módszerek, ultraszférikus polinomok és Bessel- függvények.
Egyszerű bizonyítást adott a Riesz testvérek nevezetes közös tételére.
Két amerikai matematikai folyóiratnak volt segédszerkesztője.

## Díjak, elismerések
1930-ban a Mathematikai és Physikai Társulat Kőnig Gyula-díjjal tüntette ki.